# Петров, Иван Васильевич (дирижёр)
Ива́н Васи́льевич Петро́в (31 мая (13 июня) 1906, Абрамовка, Воронежская губерния, Российская империя — 1 июня 1975, Иваново, СССР) — советский военный дирижёр, композитор, педагог. Заслуженный деятель искусств РСФСР (1958), профессор (1957), генерал-майор (1954). Автор многих популярных маршей и статей по проблемам военно-дирижёрского исполнительства.

## Биография
Иван Васильевич Петров родился 31 мая (13 июня) 1906 года в пристанционном посёлке Абрамовка в Воронежской губернии.
В 1934 году окончил Воронежский музыкальный техникум по классу трубы Д. В. Ямпольского, а затем в 1936 году — Военный факультет Московской консерватории по классу дирижирования Григория Арнольдовича Столярова и Льва Петровича Штейнберга.
C 1936 по 1944 годы руководил военными оркестрами Особой кавалерийской бригады и Военно-политической академии имени В. И. Ленина. В 1939 году инициировал создание и стал первым исполнителем Девятнадцатой симфонии Н. Я. Мясковского. В 1942 году осуществил переложение для духового оркестра и исполнил Седьмую симфонию Д. Д. Шостаковича, о чём сам Шостакович позже писал: «Я никогда не предполагал, что духовой оркестр может исполнить Седьмую симфонию с таким мастерством, с такой тонкой передачей всех ее нюансов». С 1950 по 1958 годы возглавлял Военно-оркестровую службу Министерства обороны СССР, был главным военным дирижёром и художественным руководителем Отдельного показательного оркестра Министерства обороны СССР.
В 1938—1941, 1944—1958, 1964—1968 годах преподавал на Военно-дирижёрском факультете при Московской консерватории (ныне — Военный институт (военных дирижёров)). С 1944 по 1950 годы — начальник Высшего училища капельмейстеров. Среди его учеников: А. Мальцев, В. Петров, В. Маршалов, К. Романченко, В. Тарасов и другие. С 1958 по 1963 преподавал в Одесской консерватории, был начальником  оркестровой службы Одесского ВО.
Создатель и первый художественный руководитель Государственного духового оркестра России, первый концерт которого состоялся под его управлением 13 ноября 1970 года в Большом зале Московской консерватории.
Умер 1 июня 1975 года в Иваново, похоронен в Москве на Ваганьковском кладбище (59 уч.).

## Некоторые награды и звания
- Профессор (1957)[8]
- Заслуженный деятель искусств РСФСР (1958)[8][2]
- Орден Красного Знамени[8]
- Орден Красной Звезды[8]
- Золотая медаль Международного музыкального фестиваля в Ростоке (1970)[8]